# Décès en septembre 1989
Décès
- 1985
- 1986
- 1987
- 1988
- 1989
- 1990
- 1991
- 1992
- 1993

Pour une information complémentaire, voir la page d'aide.

| Date         | Nom                 | Activités                                                                    | Âge | Source |
| ------------ | ------------------- | ---------------------------------------------------------------------------- | --- | ------ |
| 1 septembre  | Kazimierz Deyna     | footballeur international polonais                                           | 41  |        |
| 1 septembre  | Otto Lantschner     | skieur alpin, acteur et directeur de la photographie austro-allemand         | 81  |        |
| 3 septembre  | Gaetano Scirea      | footballeur international italien                                            | 36  |        |
| 3 septembre  | Sten Mellgren       | footballeur international suédois                                            | 89  |        |
| 4 septembre  | Mokhtar Arribi      | footballeur français puis algérien                                           | 65  |        |
| 4 septembre  | Georges Simenon     | écrivain belge                                                               | 86  |        |
| 5 septembre  | Albert Genta        | peintre français                                                             | 87  |        |
| 5 septembre  | Lily Unden          | poétesse et peintre luxembourgeoise                                          | 81  |        |
| 9 septembre  | Claude Pruvot       | footballeur français                                                         | 70  |        |
| 13 septembre | Géza Frid           | pianiste et compositeur néerlandais, hongrois de naissance                   | 85  |        |
| 13 septembre | Zoltán Dudás        | footballeur international hongrois                                           | 56  |        |
| 18 septembre | Aleksandra Śląska   | actrice polonaise                                                            | 63  |        |
| 20 septembre | Richie Ginther      | pilote automobile américain, ayant disputé 52 GP de Formule 1 de 1960 à 1966 | 59  |        |
| 27 septembre | Giovanni Pellegrini | footballeur français                                                         | 49  |        |
| 28 septembre | José Arribas        | joueur et entraîneur de football français                                    | 68  |        |
| 30 septembre | Horace Alexander    | quaker britannique, professeur et écrivain, pacifiste et ornithologue        | 100 |        |